# Synemosyna nicaraguaensis
Synemosyna nicaraguaensis är en spindelart som beskrevs av Cutler 1993. Synemosyna nicaraguaensis ingår i släktet Synemosyna och familjen hoppspindlar. Inga underarter finns listade i Catalogue of Life.